# Dominique Leurquin
Dominique Leurquin (2 de febrero de 1965) es un guitarrista francés. Ha participado en bandas de metal tales como Dream Child y Rhapsody Of Fire.

## Historia
Nació el 2 de febrero de 1965 en Lille (norte de Francia). Ahora vive al lado de Annecy en las montañas.
Dominique descubrió el Hard-Rock gracias a un primo, que le enseñó un disco de Deep-Purple cuando sólo tenía siete años. Desde ese momento se enamoró de este estilo de música. Algunos años más tarde, sus grupos favoritos eran Kiss, Queen, AC/DC y Trust.
Dominique Compró su primera guitarra (una copia de Fender) cuando tenía casi 15 años. Su meta era aprender a tocar temas de AC/DC y de Trust al comienzo, y después Iron Maiden, que era mucho más complicado.
Cuando tenía 16 años, tocó por primera vez con una banda (sobre todo covers de AC/DC). Durante los años siguientes, tocó con diversas bandas de metal.
En 1990, con su amigo Alain Blanc fundaron Dream Child, con la que sacaron dos álbumes; ambos dejaron la banda en 1999.
En febrero del 2000 la aventura de RhapsodyHolzwarth comenzó para Dominique, cuando un amigo común de Luca Turilli y suyo, Roger Wessier, le propuso ensamblar la banda para el primer viaje europeo con Stratovarius y Sonata Arctica. Desde ese momento, formó parte de la banda en sus presentaciones en vivo,  debido a que en los estudios de grabación es Luca Turilli el que graba la doble pista. 
Luego de la separación de Rhapsody (Confirmada el 16 de agosto de 2011 en http://rhapsodyoffire.com/), Dominique se ha unido a LT Rhapsody, junto a Patrice Guers (bajista del grupo).
En octubre del mismo año, a través de redes sociales, se dio un comunicado por el cual Leurqun no podrá participar en las primeras etapas del World Cinematic Tour de la banda, debido a un accidente con una sierra eléctrica que casi le cuesta la vida.
En el 2017 participa de la reunión de Rhapsody en conmemoración de los 20 años del lanzamiento de "Legendary Tales", titulando la gira "20th Anniversary Farewell Tour", recorriendo países como Argentina, Chile, Brasil, México, Colombia, Italia, Suecia, Bélgica, Finlandia, Israel, Portugal y España. Junto a Fabio Lione, Luca Turilli y Patrice Guers.
En diciembre de 2018, después de la gira reunion de Rhapsody "20 Anniversary Farewell", forma parte del nuevo grupo liderado por Luca Turilli y Fabio Lione llamado Turilli/Lione Rhapsody.

## Discografía
```
 Año        Banda                        Álbum                    Tipo
```

- 1992 Dream Child First visions Demo
- 1996 Dream Child Torn Between Two Worlds Full-length
- 1999 Dream Child Reaching The Golden Gates Full-length
- 2004 Inner Visions Control The Past Full-length
- 2006 Luca Turilli Dreamquest Virus Single
- 2006 Luca Turilli Dreamquest Lost Horizons Full-length
- 2012 Luca Turilli's Rhapsody Ascending to Infinity

- Dominique no forma parte de las grabaciones de Rhapsody Of Fire, a causa de que Luca Turilli graba él mismo la guitarra rítmica. Dominique Leurquin toca solo en presentaciones en vivo donde, lógicamente, Luca no puede tocar dos guitarras simultáneamente. La situación cambió tras la separación de Luca y Patrice.

- Datos: Q1115671